# United colors of Jean-Luc
United colors of Jean-Luc est une série télévisée humoristique française créée par Jérôme L'Hotsky et Fabrice Éboué, diffusée depuis le 25 février 2011 sur la chaîne Comédie !.

## Synopsis
Jean-Luc, jeune chef d'entreprise idéaliste fasciné par le multiculturalisme, entend réunir dans sa société des employés de toutes origines et religions, cherchant notamment à réparer les injustices infligées par la France à ses anciennes colonies.

## Fiche technique
- Réalisation : Jérôme L'Hotsky
- Scénario : Fabrice Éboué, Jérôme L'Hotsky, Mohamed Bounouara
- Genre : Comédie
- Date de sortie : 2011
- Pays d'origine : France
- Durée : 26 minutes

## Distribution
- Vincent Desagnat : Jean-Luc
- Amelle Chahbi : Naïma
- John Eledjam : Ariel
- Majid Berhila : Yazid
- Marisa Commandeur : Cécile / Andao
- Claudia Tagbo : Lydie
- Franck Migeon : Benoît
- Julie Nicolet : Bétina

## Épisodes

### Première saison (2011)
1. Le recrutement
2. Circoncision
3. MLK Day
4. Gastronomie
5. Sortie de groupe
6. La rumeur
7. Les couleurs de la réussite
8. Bétina
9. Le ramadan
10. Film d'entreprise
11. CDI Bétina
12. Le mondial
13. Le salon des entrepreneurs
14. Malaise vagal
15. Épiphanie